# Tres Vents del Mig
Els Tres Vents del Mig, o Puig dels Tres Vents del Mig, és una muntanya del Pirineu, de 2.670,5 metres d'altitud. Pertany al massís del Canigó, del qual forma un dels contraforts sud-orientals; és a la comarca del Vallespir, a prop de la del Conflent, a la Catalunya del Nord.
Es troba entre els termes municipals de Cortsaví i el Tec, al Vallespir. Separa les valls de la Comalada (el Tec, Vallespir) i del Riuferrer (Cortsaví, Vallespir). És a prop al sud-est del Puig dels Tres Vents i més lluny i al nord-oest dels Tres Vents d'Avall.
Els Tres Vents del Mig és en moltes de les rutes de muntanya del massís del Canigó, com es pot veure als enllaços externs.